# Peggle
Peggle (chiamato anche Peggle Deluxe) è un videogioco rompicapo sviluppato e pubblicato da PopCap Games nel 2007.

## Trama
Il gioco comincia con l'iscrizione del giocatore al prestigioso istituto Peggle, accolto da Bjorn, presidente e fondatore. Nel corso dell'avventura si incontreranno tutti i maestri, utilizzando i loro poteri per portare a termine i livelli, proclamando il giocatore "Maestro di Peggle" una volta superati tutti.

## Modalità di gioco
Il gioco ha diversi obiettivi in base alla modalità scelta, ma tutte ruotano attorno al completare i vari livelli cercando di fare il punteggio più alto o il conseguimento di dati obiettivi.
Il gioco si svolge attraverso dei livelli, ognuno avente una disposizione fissa dei vari "tondini" (chiamati così in italiano ma che in realtà possono avere anche forma rettangolare - chiamati in originale "pegs", ovvero "pioli"), dei bersagli-ostacoli da colpire con la propria pallina i quali servono a racimolare punti: una volta che la pallina non è più in gioco dopo aver raggiunto il fondo o dopo essere entrata nel cesto semovente sul fondo di ogni livello (il quale ha uno scopo diverso a seconda della modalità di gioco), i tondini colpiti scompaiono liberando lo scenario, che diventa quindi più difficile. Ogni tondino ha un valore ed il punteggio fatto ad ogni tiro è calcolato dalla somma dei valori dei tondini moltiplicato il numero di tondini colpiti, dando al punteggio una crescita esponenziale quando si colpisce un'elevata quantità di tondini e/o i tondini ottengono valori maggiori durante l'avanzamento del livello.
I tondini sono di quattro colori:
- blu - il tondino base che costituisce la maggior parte dei livelli;
- arancioni - valgono dieci volte i tondini blu e la loro posizione varia ogni volta che viene avviato un livello. Normalmente sono 25 ma in alcune modalità di gioco, questo numero può essere modificato;
- viola - che agiscono da moltiplicatore avendo il valore di cinquanta tondini blu. Anche se non viene colpito, ad ogni tiro cambia posizione casualmente nel livello;
- verdi - che valgono quanto i tondini blu ma permettono l'utilizzo del potere del proprio personaggio, ne appaiono solo due per livello.

Quando tutti gli arancioni di un livello vengono colpiti, si ottiene la Festa estrema e sul fondo dello scenario appaiono cinque sezioni che aggiungono punteggio al tiro fatto, in più il valore di tutti i tondini viene centuplicato. Qualora prima o durante la Festa estrema si riesca anche a colpire ogni altro tondino presente nel livello si ottiene un'Ultra festa estrema, in cui le sezioni sul fondo ottengono tutte il valore massimo possibile.
Un altro modo per ottenere punti sono i punti "stile", chiamati così perché si ottengono facendo tiri particolari come ad esempio quando i primi due tondini colpiti in un tiro sono due tondini non blu molto distanti tra loro (un "tiro lungo") o colpendo un certo numero di tondini arancioni in un unico tiro (un "attacco arancione"). Un livello finisce sempre quando o si ottiene la Festa estrema o si esauriscono le palline a propria disposizione.
Il gioco ha quattro modalità:
- Avventura - la modalità base in cui lo scopo è colpire tutti i tondini arancioni del livello e fare Festa estrema. Non colpire un arancione durante il tiro non comporta alcuna penalità e i giocatori possono ottenere palline bonus ogni volta che riescono a fare un "supercolpo" (25000, 75000 e 150000 punti con un singolo tiro) o a far cadere la pallina nel cesto. Completando livelli in questa modalità si sbloccano nuovi scenari e personaggi;
- Partita veloce - come dice il nome è una partita dove si può giocare liberamente ad una mappa a scelta tra quelle sbloccate, inoltre per ogni scenario c'è un'apposita classifica dei punteggi fatti. A differenza della modalità avventura, né il cesto né i supercolpi permettono il recupero delle palline ma assegnano punti stile extra;
- Duello - è la modalità multigiocatore in cui si può giocare contro il computer o un amico, in questo caso vince il giocatore che alla fine di uno o più livelli, ha ottenuto il punteggio maggiore. Anche qui, cesto e supercolpi assegnano punti stile piuttosto che far recuperare le palline, inoltre non colpire alcun tondino arancione comporta per il giocatore l'annullamento del tiro e la perdita del 25% del suo punteggio attuale; per far giocare i due giocatori ad armi pari, ad inizio livello appare solo il primo tondino verde mentre il secondo verrà posizionato solo dopo che il primo è stato colpito;
- Sfida - una modalità che si sblocca avanzando con l'avventura e che cambia gli obiettivi nei livelli mediante, per esempio, punteggi da raggiungere o alterazioni minori del gameplay, rendendo il loro completamento più difficile.

## Critica
| Testata    | Versione | Giudizio |
| ---------- | -------- | -------- |
| Metacritic | Xbox 360 | 89/100   |
| IGN        | -        | 9/10     |
| Eurogamer  | -        | 9/10     |

Peggle ha avuto un impatto positivo per la critica, ottenendo sempre una valutazione positiva.

## Sequel e versioni alternative

### Peggle Extreme
Una versione gratuita di Peggle, sviluppata da PopCap Games e pubblicata l'11 settembre 2007. Ha solo dieci livelli, basati su Portal, Team Fortress 2 e Half-Life, e l'unico maestro con cui si può giocare è Bjorn.

### Peggle Nights
Peggle Nights, sviluppato da PopCap Games e pubblicato il 16 settembre 2008 per Microsoft Windows e macOS. È un seguito e versione aggiornata del gioco, con nuovi livelli e alcune variazioni di gameplay. I vecchi maestri del primo Peggle ritornano in versioni alternative (come Bjorn che è un vigilante mascherato a mo' di Batman, o Jimmy che diventa uno scienziato premio Nobel) e con un nuovo maestro da sbloccare, Marina.

### Peggle Dual Shot
Peggle Dual Shot, sviluppato da Q Entertainment e distribuito da PopCap Games, pubblicato il 3 marzo 2009 per Nintendo DS. Il gioco riprende lo stesso gameplay dei precedenti e presenta una selezione di livelli tratti da Peggle Deluxe e Peggle Nights; l'unica differenza nel gameplay l'hanno i tondini viola i quali, se colpiti un certo numero di volte nel corso del livello, faranno accedere ad un minigioco bonus per ottenere punti e palle bonus.

### Peggle: World of Warcraft Edition
La seconda versione gratuita di Peggle, sviluppata da PopCap Games e pubblicata l'8 luglio 2009. Come Peggle Extreme, questa versione di Peggle ha solo dieci livelli ispirati a World of Warcraft, ed è possibile giocare solo coi maestri Bjorn e Splork.

### Peggle 2
Peggle 2, sviluppato da PopCap Games e pubblicato da Electronic Arts il 9 dicembre 2013 per Microsoft Windows, Xbox One, Xbox 360 e PlayStation 4, è il terzo capitolo principale della serie. Ha uno stile grafico molto più colorato e cartoonesco rispetto ai suoi predecessori e così come Peggle Nights, rivede ulteriormente alcune meccaniche del gameplay e aggiunge nuove opzioni di gioco; inoltre, tolti i maestri Bjorn e Jimmy, ha una lista dei personaggi rinnovata e inedita seppur più limitata.

### Peggle Blast
Peggle Blast, sviluppato da PopCap Games e pubblicato da Electronic Arts il 1º dicembre 2014 per Android e iOS, e in seguito su browser a marzo 2020. Il gioco riprende la modalità Avventura di Peggle e la adatta al contesto mobile, aggiungendo livelli con minisfide o modificatori che si alternano al classico obiettivo di fare Festa estrema.. Come Peggle 2, anche in Blast fanno ritorno alcuni vecchi maestri da Peggle Deluxe (Bjorn, Jimmy, Warren e Tula), affiancati da altri inediti.